# 北館林荷扱所

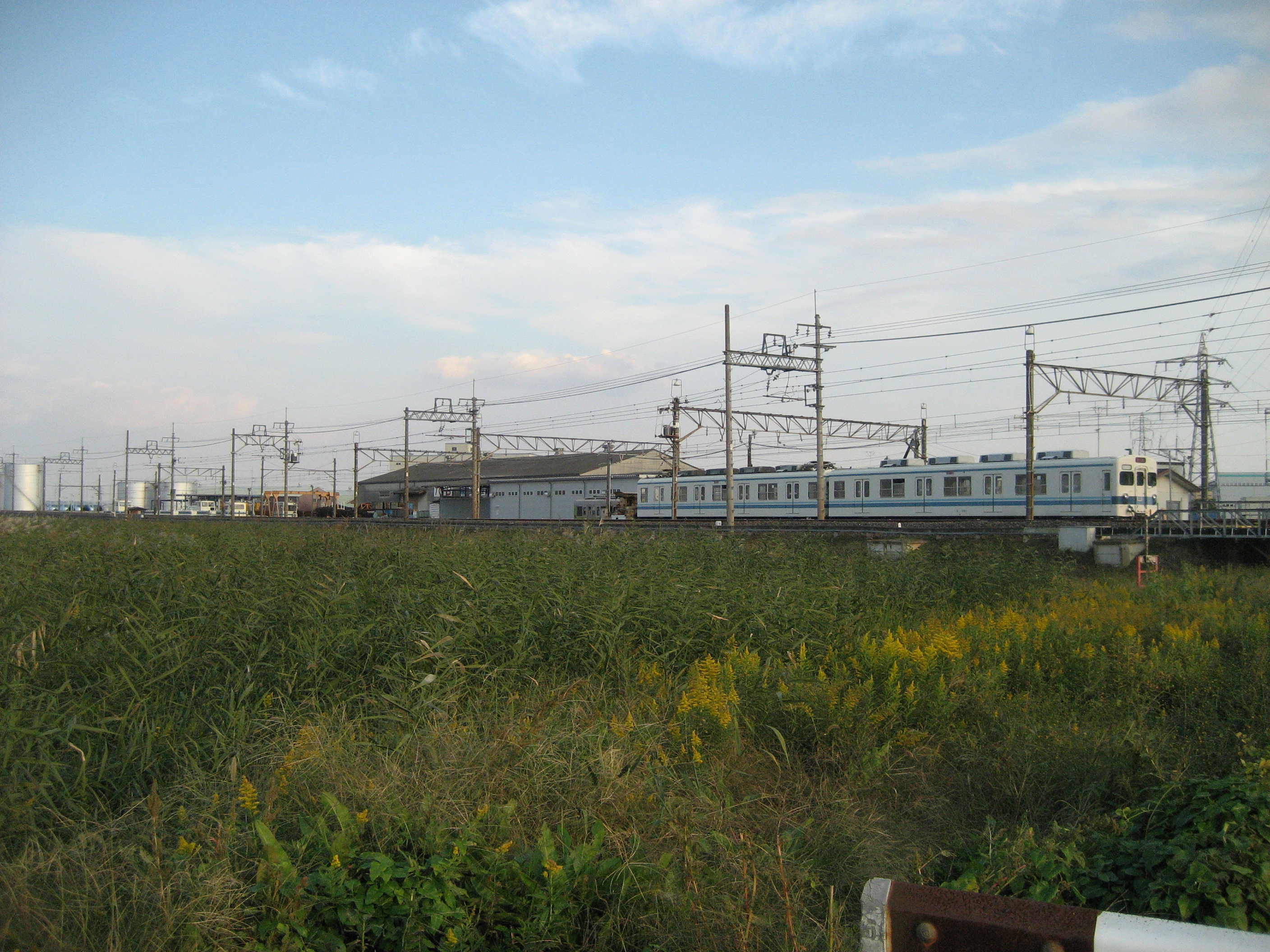
構内の様子

北館林荷扱所（きたたてばやしにあつかいしょ）は、群馬県館林市の東武鉄道佐野線渡瀬 - 田島間にあった貨物駅（廃駅）。2003年に貨物専用線が廃止され、その後は廃車車両の解体が行われている。現在の正式名称は東武鉄道経理部 資材管理センター北館林車両解体場。

## 概要
北館林荷扱所は1972年5月1日に開業。カルピス食品工業（後のカルピス、現・アサヒ飲料）が、当荷扱所付近の館林北部工業団地に新工場を建設することになり、製品輸送に対応するため貨物駅として新設された。
一時期はカルピスの他に、正田卯平商店、東武運輸、両毛丸善の計4社の専用線があったが、1986年に両毛丸善以外の3社の専用線が廃止された。
2003年9月末日をもって、最後まで残っていた両毛丸善の石油輸送終了にともない、北館林荷扱所での貨物輸送は廃止された。
その後は渡瀬駅の構内扱いとなり、廃車車両および休車（保留）車両が留置される。
貨物営業の廃止に先立ち、2003年9月20日、9月21日の2日間のみ「さようなら貨物列車記念イベントツアー」のために旅客営業を行った。この際は浅草 - 当荷扱所間で、臨時列車「りょうもう」が1往復運行された。

## 歴史
- 1972年（昭和47年）5月1日 - 開業。
- 1986年（昭和61年）- 両毛丸善以外の3社の専用線が廃止。
- 1987年（昭和62年）- 車両解体所が杉戸から北館林荷扱所へ移転、廃車解体作業を開始。
- 2003年（平成15年）
  - 9月20日・9月21日 - この2日間に限り旅客営業を行う[1]。
  - 10月1日 - 貨物営業廃止。ただし、実際の貨物列車運行最終日は9月23日。

## 周辺
- 両毛丸善館林油槽所
- アサヒ飲料群馬工場
- ダノンジャパン館林工場
- 大日本印刷館林工場
- ブルドックソース館林工場
- とりせん本社・館林物流センター

## 廃車車両の解体
かつて、東武鉄道では廃車となった車両の解体は、東武動物公園駅隣接の東武鉄道杉戸工場北側にある杉戸倉庫（扱いは杉戸検車区）で行っていた。
1987年から東武3000系列の廃車が始まったが、これらは1本の編成が4 - 6両と長く、杉戸では編成単位で収容できないため、解体作業場の移転が行われることになった。解体場の移転先が決まるまでの数か月間は、東武動物公園駅構内に解体待ちの編成が留置されていた。
解体場の移転先として、両毛丸善以外の3社の貨物輸送を廃止した北館林荷扱所を使用することになり、1987年夏から北館林荷扱所での解体作業が始まった。当初は廃車体の車両輸送方法は、東武動物公園駅までは自力回送で、同駅からは電気機関車牽引により回送されていた。
1990年以降、廃車車両の機関車牽引回送は廃止となり、廃車車両は北館林荷扱所まで直接自力回送とされた。ただし、検査期限切れなどで単独走行が不能な場合は、他の車両に牽引されて回送される。
解体場では、東武鉄道の車両では3000系列のほか、2000系・2080系、1700系・1720系、5700系、ED5060形、貨車などが解体された。2000年代以降も、5000系列、8000系、1800系、ED5080形など、数多くの形式がここで解体されている。
また当解体場では東武鉄道以外にも、他社局（おもに東京都・神奈川県・千葉県に路線を有する鉄道会社）の廃車車両の解体も取り扱っており、大半は車体のみが大型トラックで運び込まれる。これらは騒音および廃棄物処理などの問題から自社沿線での車両解体が事実上不可能なため、当解体場が担当するものである。
なお、解体作業は杉戸時代から高田産業に業務委託されている。